# Kalendarium Nowej Słupi
Kalendarium historyczne miasta Nowa Słupia w okresie, od powstania – 1351, do czasów kasaty Benedyktyńskiego klasztoru na Łysej Górze w roku 1819.

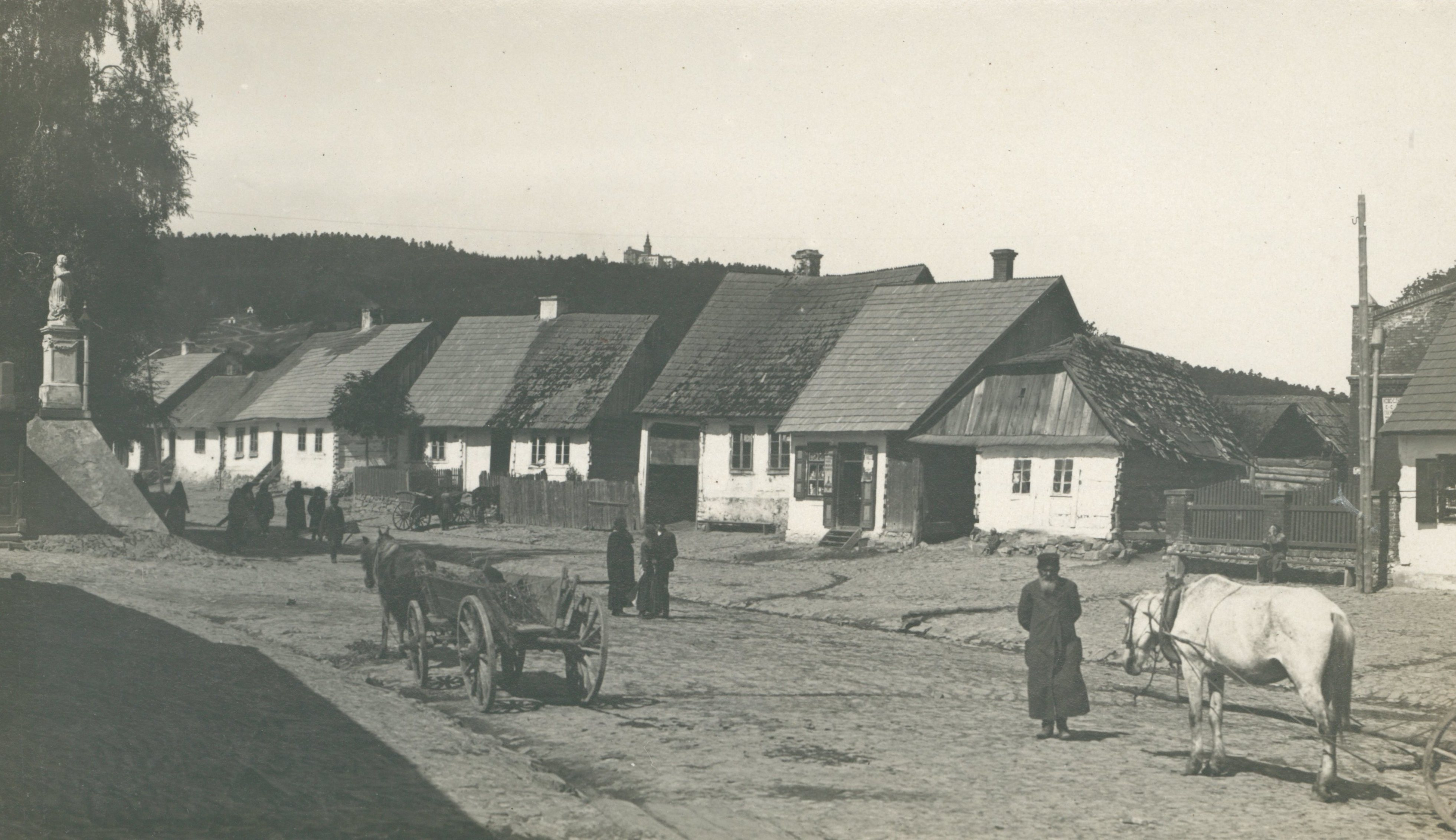
Nowa Słupia około 1920–1929

Nowa Słupia – początkowo wieś, następnie miasto benedyktynów świętokrzyskich do roku 1869. Od 1 stycznia 2019(dts) ponownie miasto, położone 10 km na północ od Łagowa, u wschodniego podnóża Łyśca, między potokiem Słona Woda i rzeką Słupianką, około 2 km na wschód od klasztoru świętokrzyskiego.

## Nazwy patronimiczne miasta
- W roku – 1269 „Sluph, 1351 „Slup ciuitas cum villula sibi adiacenti, que eodem nomine Slup appelatur”,
- W wieku XIV – 1361 „Slup Noua”,
- W wieku XV – 1405 „Slup”, „Sluppy”, 1422 „Slvpy”, 1431 „Slupp”, 1437 „Antiqua et Nowa Slupy” [in dorso: Slup utraque], 1447 „Slupp”, 1452 „Noua Slup”, 1468 „Slup”, 1471 „Slupp”, 1473 „Slupia”, 1470–80 „Slup utraque”, „Nova et Vetus Slup”, „Nova Slup”, „Slup Nova”, „Slup”, 1477 „Slupyp”, 1478 Nova „Slup”, „Slup”, 1487 „Slupye”, 1491 „Slup”, w księgach miejskich z XV w.: „Slup”, „Slupp”, „Slupia”, „Sluppia”, „Slupia Nowa”[1].
- W wieku XVI 1504 „Slupp”, 1510n. „Slup”, 1527 „noua Slupi”, „Slup”, 1529 „Nova Slup”, „Slup”, Slupya”, 1546 „Slupia”, 1551 „Slupya”, 1553n. „Slupia”, 1564-4 „Slup”, 1578 „Slup nowa”,
- W wieku XVII 1601 „Słupia”, 1610 „Slupia”, „Slupensi”, 1662n. „Słupia nowa”, 1678 „Slupene”, 1688 Słupensis”,
- Wiek XVIII 1780 „Słupia Nowa”,
- Nazwy odnoszące się do Nowej Słupi lub do Starej Słupi: 1394 „Sluppi”, 1414-5 „Slupy”, „Slup”, „Slupia”, 1459 „Slupy”, 1460 „Slup”, 1463 „Slupp”, 1555 „Szlupia”, „Obie Słupie”, tzn. Nowa Słupia i Stara S.: 1437, 1470–80 zobacz wyżej, 1439, 1442, 1452 „utraque Slup”, 1472 „utraque Słupia”, 1474 „utraque Slupp”, 1491 „utraque Slup”, 1684 „Obojej Słupi” (pleban)[2][3][4][5].

## Podległość administracyjna świecka i kościelna
W roku 1269 wieś, od 1351 miasto w 1351 ziemi sandomierskiej, w 1442 w powiecie sandomierskim , w 1827 powiecie opatowskim (Tabela II 183).
W roku 1439, 1470–80 parafia własna (Długosz L.B. TII s=489) – nazywana też parafią Obie Słupie, ponieważ pleban Nowej Słupi zarządzał także parafią Stara Słupia. W roku 1529 parafia Stara Słupia . Od roku 1564–1565 parafia własna.

## Opis granic miasta, topografia
W roku 1351, 1452 graniczy ze Starą Słupią, 1439 droga publiczna ze Słupi Nowej do Bodzentyna:
- 1470–80 graniczy z Lechowem, Bielinami, Dębnem, Jeziorkiem (są to granice całego klucza pod łysogórskiego dóbr klasztornych), ze Starą Słupią, Wólką Milanowską, Baszowicami, Bielowem (Długosz L.B. III 230, 232–3),
- 1610 – graniczy z Baszowicami, Serwisem, Wólką Milanowską, wspomniana droga z Nowej Słupi do wsi Serwis i Wólki Milanowskiej[12],
- 1608–34 – graniczy z przedmieściem „Radoszów”,
- 1733 – ze Świętym Krzyżem,
- 1780 – graniczy od wschodu ze Starą Słupią, od południa z Wólką Milanowską i górą Skułką, od zachodu z Baszowicami, od północy z Serwisem (Inw.Słup. 6),
- 1780 – z ogrodami miejskimi „Radoszów” (ib. 4).

## Kalendarium historyczne miasta – wydarzenia i osoby z nim związane
- 1269 – Bolesław Wstydliwy pozwala opactwu świętokrzyskiemu lokować na prawie niemieckim wieś Grzegorzewice z wolnościami i zwyczajami takimi, jakie ma wieś Słup (Nowa Słupia)[6]. Wieś weszła w posiadanie klasztoru poprzez zamianę wsi Wojsław (obecnie część Mielca) na Grzegorzewice od rycerza Żegoty.

### Wiek XIV
- 1351 – Kazimierz Wielki przenosi na prawo średzkie imiennie wyliczone posiadłości klasztoru świętokrzyskiego, w tym miasto Słup Nowa Słupia z przyległą doń wioseczką Słup (Stara Słupia)[7].
- 1361 – znani są Słupscy mieszczanie: wójt Przybysław, Mikołaj zwany Smaga i Stanisław kowal[13].

- 1405 – Władysław Jagiełło zezwala na odbywanie w należącym do klasztoru mieście Nowej Słupi targów w każdy czwartek[14].

### Wiek XV
- 1418 – sąd ławniczy w Nowej Słupi rozpatruje sprawę Piotra Szwatky, mieszczanina z Opola Lubelskiego, i jego syna Korodajwy[15].
- 1427 – Mikołaj opat klasztoru świętokrzyskiego przeznacza na potrzeby konwentu między innymi łaźnię w mieście Nowa Słupia, której łaziebny ma obsługiwać zakonników, pozwala także jednemu z nich udawać się w razie potrzeby do dworu opata w S.[N.] po zaopatrzenie[16].
- 1431 – radni miasta Nowa Słupia przyjmują Kunczę, przybyłego z miasta Łagowa, na współmieszczanina i polecają Maciejowi wpisać go „in libro civile”[17].
- 1431 – kupiec Andrzej z Nowej Słupi w Sandomierzu[18].
- 1437 – ponieważ opat świętokrzyski poparł Stefana wójta Nowej i Starej Słupi przeciw roszczeniom szlachetnemu Jana Murcza z Wieloborowic, który pozwał go o prawo bliższości po swojej śp. ciotce Elżbiecie, sąd ziemi sandomierskiej nakłada na Jana wieczyste milczenie w sprawie spornego wójtostwa[19].
- 1447 – powstaje dwór opata w mieście Nowej Słupi (id. 756).
- 1452 – Mikołaj Grin, Marcin Papyesz, Mikołaj Trsczenski, Mikołaj Karoni rajcy, Bogusz podwójci oraz 7 ławników: Stanisław Rychlica, Stanisław Białek, Mikołaj Krawiec alias Ambrosz, Maciej Lanczyczka, Mikołaj Brzeczka, Stanisław alias Stanik i Stefan zwany Zdun (Szdan) oświadczają, że przed ich sądem gajonym w Nowej Słupi Stanisław alias Stanikowicz, kmieć ze Starej Słupi zrezygnował na rzecz swego brata Jana z dziedzictwa matczynego w Starej Słupi położonego nad rzeką, idąc przez most w Starej Słupi, między dziedzictwami Jakuba Wchul i Janika, o które Jan pleban Obu Słupi pozwał niegdyś Katarzynę, wdowę po Staniku, a sąd w obecności Macieja opata świętokrzyskiego odrzucił jego roszczenia[20] 1452 kowal[21].
- 1454 – występuje mieszczanin Stefan[21].
- 1463 – Jan, krawiec, mieszczanin[22].
- 1466 – Maciej Papyesz podwójci z radnymi Bogusławem Mikołajem Rudzkim, Stanisławem Stano, Wojciechem Kowalem oraz ławnikami: Wawrzyńcem Wrzoskiem, Stanisławem Gałką, Janem Piskorzem, Janem Janowskim, Mikołajem Czarnym, Szymonem Krawcem i Grzegorzem Ciemnym poświadczają, że Jan Krawiec sprzedał za 4 grzywny Janowi Światowiczowi ze Starej Słupi swój dom położony między domami Mikołaja Borowego i Piotra Szewca[23]  – w roku 1467 ul. Opatowska[18].

- 1468 – Kazimierz Jagiellończyk na prośbę opata Mikołaja zakazuje odbywania na szczycie Świętego Krzyża jarmarku na Zielone Świątki, niezatwierdzonego żadnym przywilejem, który zakłóca zakonnikom spokój i przeszkadza w modłach, a w jego miejsce ustanawia w mieście Słupi Nowej pod Łysą Górą 2 jarmarki tygodniowe, na Zielone Świątki i na św. Wawrzyńca [10 VIII], przyznając opatowi wyłączne prawo do sprzedaży napojów, oprócz wina, a także do pobierania targowego w wysokości 1 grosza od wozu z chlebem i 0,5 grzywny od innego wozu, od którego to podatku wolni mają być mieszczanie królewscy[24][25].
- 1469 – Jan biskup krakowski obiecuje przełożyć na inny termin nowo ustanowiony w jego mieście Bodzentynie jarmark na św. Ducha (tzn. na Zielone Świątki), który szkodzi podobnemu dorocznemu jarmarkowi w mieście Słupi Nowej należącemu do opata świętokrzyskiego, który z dawna odbywał się właśnie w dniu św. Ducha[26] – w roku 1469 ul. św. Krzyża[18];
- 1470–80 miasto, należy do klasztoru świętokrzyskiego. Są w nim niewymierzone łany miejskie, z których płacony jest czynsz różnej wysokości, zależnej od wielkości roli, w sumie rocznie wynosi tylko 1 grzywna 40 groszy, 58 domów płaci opactwu po 1 wiardunku czynszu, co łącznie daje roczny dochód 14,5 grzywny.

Jest też łaźnia płacąca klasztorowi 2 grzywny czynszu, której łaziebny zobowiązany jest na każde żądanie sam lub przez pomocnika obsługiwać zakonników w łaźni klasztornej na Świętym Krzyżu. Poza tym dwór i folwark klasztorny, obok podwójny młyn dający wymiar. 2 małe stawy rybne, wiatrak oraz doskonały sad koło dworu, z różnymi drzewami owocowymi, w tym ponad 500 płodnych grusz i jabłoni (Długosz L.B. III 230; II489). Do Nowej Słupi kmiecie z Koniemłotów i Tuklęcza dowożą sól klasztorowi, a ze Święcicy także inne towary (ib. III 238–9). Kmiecie z należących do klasztoru sieciechowskiego to jest Złotnik dowożą tu z Wieliczki i Krakowa to, co im każą (ib. 269), a kmiecie z Piotrowa, włości biskupa włocławskiego, dają podwody także do Nowej Słupi (ib. I 628);
- 1478 – Stanisław Nawek mieszczanin Nowo Słupski kupił niegdyś za 30 grzywien i konia wartości 2 grzywny od opata Michała sołectwo we wsi klasztornej Wólka MIlanowska, co obecnie potwierdza opat Jan, wśród świadków Leonard notariusz ze Słupi Nowej[27].

### Wiek XVI
- 1504 – pobór z 5 łanów i 4 karczem dorocznych[28].
- 1506–1510 – szos wynosi 5 grzywien[29] .
- 1510 – pobór z młyna starosłupskiego o 2 kołach korzecznych, młyna średniego o 4 kołach korzecznych, młyna wielkiego o 2 kołach i trzecim stępionym, młyna dworskiego o 2 kołach wodnych, młyna Sosnowskiego o 2 kołach walnych i tartaku (ib.).
- 1513 – powstaje nowe bractwo[30].
- 1529 – pobór z młyna dziedzicznego zwanego „Idzik” o 2 kołach, opustoszała piła (jaka nie wiadomo)[29] .
- 1529 – miasto Nowa Słupia oraz położony pod miastem młyn zwany „Idziego” należą do stołu opata świętokrzyskiego, czynsz z miasta wynosi 21 grzywny 2 grosze, z młyna 2 grzywny. Jest tu folwark opata, uprawa trójpolowa[31].
- 1530 – pobór z młyna dziedzicznego zwanego „Kracin” o 1 kole, dzierżawionego przez Idzika, z młyna dorocznego o 2 kołach zwanego Wielki Młyn, młyna sosnowskiego, dziedzicznego o 1 kole, dzierżawionego przez Bratka, i z karczmy[32].
- 1530 – 2 szos wynosi 5 grzywien (ib. 235v, 478, 618v).
- 1531 – pobór z młyna dorocznego „Nowa Słupia” o 1 kole, z młyna dziedzicznego o 1 kole zwanego „Kracin”, Wielkiego Młyna dziedzicznego o 1 kole [pod Starą Słupią], młyna Sosnowskiego dorocznego dzierżawionego przez Bratka (ib. 456).
- 1532 – pobór z Wielkiego Młyna i młyna dzierżawionego przez Bratka Sosnowskiego (ib. 600).
- 1532 – brak kmieci, pobór z młyna dzierżawionego przez Idzika (ib. 614v).
- 1538 pobór z 2 młynów i młyna Kuczorka (ib. I/7 191).
- 1538 – pobór od mieszczan i 5 komorników (ib. 203v).
- 1538 – klasztor świętokrzyski pobiera 48 grzywien 36 groszy. czynszu z miasta i po 2 grzywny czynszu z łaźni oraz z młynów „Idzik”, „Bujak” i „Kuczorek” (ib. 210).
- 1541 – krawiec Stanisław Maciek pozostawił w testamencie 15 sztuk bydła, 27 owiec, 20 kóz, 20 świń, ubrania, 2 kożuchy, dom z rolą w Osieku[18].
- 1546 – dwór w Słupi [N.?] obsługiwany bez wymiaru przez młyn w Michałowie koło Wierzbnika, który ma też przerabiać bez wymiaru, zarezerwowanego dla opata, słód poddanych klasztornych z miasta Słupi [Nowej][33].
- 1553 – Zygmunt August przenosi na prawo niemieckie imiennie wyliczone posiadłości klasztoru świętokrzyskiego, w tym miasto Nowa Słupa z wioseczką zwaną. Słupia [Stara Słupia][34].
- 1554 – w Słupi Nowej jest 64 rodziny i 17 komorników[35].
- 1557 – trzy lata później 63 rodziny (ib.), w roku 1561 mowa jest o Rudkach.
- 1561 – znany jest starosta słupski Jan Dobrucki[36].
- 1563 – w Nowej Słupi spisano 67 rodzin[30].
- 1566 – burmistrz Marcin krawiec[30].
- 1566 – Franciszek Szewc, mieszczanin Nowej Słupi, zapisuje żonie Reginie Kulebiance połowę na jego „domie” i „zatyłku” (pisownia oryginalna – mowa pewnie o oficynach) pod pewnymi warunkami[36].
- 1567 – opat nadaje mieszczanom pastwisko pod lasem zwane „Kliszcz”[30].
- 1570 – z ksiąg poborowych, 1 pobór od 17 rękodzielników i 3 czeladników, 13 komorników, 5 gorzelników oraz z młyna o 3 kołach z rolą[37][30].
- 1578 – miasto – szos 16 florenów, pobór z 2,5 łanów miejskich, od 21 rzemieślników, 10 komorników, z 1 młyna dziedzicznego o 1 kole i z rolą, 1 stępy z 1 kołem[38][39][18].
- 1579 – opat i konwent nadają mieszczaninowi Wawrzyńcowi Wachowi niwki w oznaczonych granicach z zastrzeżeniem czynszu i dziesięcin dla opata i klasztoru[40].
- 1580 – opat i konwent dają mieszczaninowi Nowej Słupi pastewnik miejski nad stawem „Serwisz Kaptur” Serwis z zapisem 200 grzywny, rezerwując dla siebie dziesięcin (ib.).
- 1580 – powstaje cech wielki[30].
- 1589 – odnotowano 26 domów w rynku i 39 domów przy ulicach, 4 kuźnie kowalskie, 4 warsztaty szewskie, 3 piekarzy, 3 krawców, 2 prasołów, kuśnierz, bednarz, kołodziej, tkacz, 6 chałup i 6 gorzelników, szos (podatek miejski, płacony z domów.)(ib.)[41].
- 1593 – kardynał Jerzy Radziwiłł, administrator biskupstwa krakowskiego i wizytator opactwa, zezwala zakonnikom udawać się do miasta (to znaczy do Nowej Słupi) tylko w wyjątkowej potrzebie i w towarzystwie opata lub innego zakonnika[42].

### Wiek XVII
- 1608–34 – opat Bogusław Radoszewski zezwolił na wybudowanie w ogrodzie opackim pewnej liczby domów, a powstałe w ten sposób przedmieście nazwał na pamiątkę swojej fundacji Radoszowem i wystarał się dla niego przywilej królewski[43][44].
- 1629 – pobór z 64 posesji, 2,5 łana, od 4 szewców, 2 krawców, 4 kamieniarzy, 3 piekarzy, 2 sprzedawców soli, kuśnierza, bednarza, kołodzieja, tkacza, rzeźnika, 6 komorników bez bydła, z młyna dziedzicznego o 1 kole i stęp[45].

- 1633 – Władysław IV Waza na prośbę opata Bogusława Radoszewskiego obdarza mieszczan Nowej Słupi prawem niemieckim, uchylając wszelkie prawa i zwyczaje polskie i ruskie.

Potwierdza dawny zwyczaj przedstawiania przez mieszczan 8 kandydatów, z których opat wybiera 1 na burmistrza i 1 na rajcę, zaś z pozostałych 6 burmistrz powołuje jeszcze 2 rajców.
Poza tym uwalnia ich od podwód i ustanawia targ w soboty i jarmarki na św. Benedykta [21 III] i Podwyższenie Krzyża Św. [14 IX] z oryginału
- 1650 – do stołu konwentu należy między innymi czynsz z placu (area) łaźni słupskiej[49].
- 1662 – pobór – pogłówne od 264 mieszkańców[50][51].
- 1662 – następuje zamiana pewnych łąk i gruntów między klasztorem i miastem Nowa Słupia[40].
- 1667 – opat i konwent zamieniają pastewnik (nie ustalono jaki) na pastewnik zw. „Sciegna” należący do miasta Nowa Słupia (ib.);
- 1673 – pobrano pogłówne od 211 mieszkańców[52].
- 1674 – pobrano pogłówne od 243 mieszkańców[53].
- 1690 – mieszczanin Nowej Słupi oświadcza przed sądem wójtowskim, że sprzedał kapitule klasztoru świętokrzyskiego łąkę, a całe prawo do niej przekazał przez zieloną rózgę („zwyczaj polegał na tym, że przed intromisją, czyli wprowadzeniem nabywcy na grunt kupiony, woźny sądowy wychodził na miasto z zielonymi rózgami i ogłaszał o przejściu prawa ze sprzedawcy na nabywcę”) [54].

- 1690 – Jan III Sobieski na prośbę opata ustanawia w Nowej Słupi 4 nowe jarmarki, które mają odbywać się w pierwszą niedzielę po święcie Trzech Króli, oraz w dni: Znalezienia Krzyża Świętego [3 V], św. Macieja [24 II] i Wszystkich Świętych [1 XI][55][56][47].

### Wiek XVIII
- 1722 – opat potwierdza mieszczanom prawo korzystania na własne potrzeby budowlane i opałowe z lasów klasztornych[40][57].
- 1725 – tenże opat potwierdza pastwiska mieszczan pod gruntami Wólki Milanowskiej[40].
- 1725 – (z adnotacją, że być może było to w 1525) opat i konwent nadają Idzikowi mieszczaninowi Nowej Słupi przywilej na młyn z zabudowaniami pod Chełmem i z gruntami w Niezamiedzu (ib.).
- 1743 – mieszczanin słupski Bukowski dzieli testamentem majątek między dzieci (ib.).
- 1780 – należy do klucza starosłupskiego dóbr stołu opata klaustralnego. Miasto zajmuje obszar 21 łanów poborowych, 9 placów jest pustych. Natomiast 102,5 place osiadłe, płacą po 12 groszy czynszu, 12 placów jest wolnych od czynszu. Za słody w suszarni dworskiej dają ćwierć korca od każdych 6 korcy, od robienia piwa w browarze dworskim 15 groszy od waru. Odpracowują 3 dni pomocnego. Z jatek rzeźniczych dają po 32 funty topionego łoju i biją bydło dworskie, szewcy wyprawiają skóry dworskie i wyrabiają z nich buty dla czeladzi po 15 groszy za parę (porównaj Kalendarium Wierzbnika). Targowe z 8 jarmarków rocznie. Podymne z 74 domów miejskich, 7 domów probostwa parafialnego, 7 domów probostwa szpitalnego, 3 dworskich w ratuszu i browarku, w sumie z 91 domów wynosi 364 zł. Subsidium charitativum wynosi 300 zł. Budynki dworskie: ratusz, czyli austeria do warzenia trunków, browarek i suszarnia (Inwentarz Słupski strony= 5–6).
- 1780–82 – przy podziale dóbr należących do stołu opata opat klaustralny uzyskuje między innymi Nową Słupię, Starą Słupię z folwarkiem i Paprocice[58][59].

- 1787 – Stanisław August Poniatowski potwierdza przywileje miasta klasztornego Nowa Słupia i ustanawia w nim 3 nowe jarmarki[60][56][55][47].
- 1787 – liczy 445 mieszkańców, w tym 7 Żydów (Spis I 398; II 118).
- 1791 – opat, zatrzymując dla siebie położoną w mieście austerię do szynkowania, rezygnuje z powinności należnych mu od mieszczan słupskich, to znaczy 6 korcy słodu rocznie 15 groszy od zrobienia piwa w browarze dworskim, 3 dni pomocnego przy żniwach z każdego domu, wyprawiania skór dworskich przez szewców oraz kamienia łoju od rzeźników, którzy przychodzili też bić bydło do kuchni dworskiej[61].

### Wiek XIX
- 1819 – miasta i część propinacji należy do stołu opata. Są tu 102 place osiadłe i nieosiadłe, z których 12 jest wolnych od czynszu, a pozostałe płacą po 12 zł. Do stołu tegoż należy też folwark Nowa i Stara Słupia z dworkiem i browarem, w dzierżawie[62][63].
- 1827 – Nowa Słupia posiadała 102 domy i 629 mieszkańców (Tabela II 183).

## Kalendarium kościoła parafialnego i prepozytury klasztoru

### Wiek XV
- 1439–1442 – Jan Pełka był plebanem Obu Słupi[9].
- 1446 – plebanem był Jan wikary kościoła[64].
- 1452–53 – Jan pleban Obu Słupi[20][64].
- 1470–80 – drewniany kościół parafialny św. Wawrzyńca w Nowej Słupi jest filialnym w stosunku do kościoła w Starej Słupi, ale obu kościołami zarządza jeden pleban z siedzibą w Nowej Słupi. Pleban ma w mieście własne role i łąki, bierze z 1 części łanów miejskich dziesięcinę snopową wartości do 60 groszy zaś dziesięcinę z 2 części tych łanów, wartości do 2 grzywien, oraz z folwarku należy do klasztoru (Długosz L.B. t.II s=489 t.III 230, 243).

Poza tym pleban pobiera dziesięcinę z ½ części Starej Słupi, wartości do 6 grzywien (Długosz L.B. II 490; III 231), oraz z łanów kmiecych w Wilkocinie (Długosz L.B. II 475).
Okręg parafii: Nowej Słupi, Baszowice, Bielów, Wólka Milanowska, Mirocice, Stara Słupia, Bostowska Wola (Długosz L.B. 463, 489n.; III 230–233, 240).
- 1471 – papież Paweł II na prośbę opata Michała inkorporuje do klasztoru Świętokrzyskiego kościoły parafialne w Koniemłotach i Obu Słupiach, a w 1472 r. Mikołaj opat koprzywnicki jako delegat SA ogłasza przyłączenie obu ww. kościołów parafialnych do klasztoru Świętokrzyskiego[65][66][67][47][68].
- 1472 – Andrzej z Nowej Słupi Benedyktyn świętokrzyski, pleban Obu Słupi[69] – informacja niepewna.
- 1472 – Jan pleban[70].
- 1474 – Jan pleban Obu Słupi, kopista pracujący z polecenia i za wynagrodzeniem opata Michała (Zbiory 386).
- 1477 – znana jest w Słupi szkoła parafialna[71] .
- 1491 – Maciej opat i konwentu klasztoru oraz Mikołaj pleban Obu Słupi przenoszą i łączą parafie św. Wincentego w Starej Słupi z parafią św. Wawrzyńca w Nowej Słupi, wszyscy duchowni obsługujący parafię przebywać będą przy kościele św. Wawrzyńca w Nowej Słupi, w którym sprawować będą wszystkie sakramenty łącznie z chrztem oraz odprawiać codziennie 1 mszę śpiewaną, a w niedzielę i święta także nieszpory i wigilię.

Aby zaś kościół św. Wincentego w Starej Słupi nie opustoszał, co niedzielę wikary z Nowej Słupi odprawi w nim razem z kościelnym mszę czytaną, wyjąwszy przypadek, gdy w tygodniu wypadnie święto NMP lub któregoś z apostołów, wówczas bowiem msza odbędzie się w tym dniu, a nie w niedzielę; ponadto opat i konwent dają kościołowi w Nowej Słupi domek z placem stojący naprzeciwko kościoła św. Wawrzyńca, przeznaczając go na mieszkanie dla 1 wikarego, a także roczny czynsz 12 gr z domu i placu zwanego „Borowy” (Borovi), położonego w sąsiedztwie kościoła św. Wawrzyńca, wyżej wymienieni powiadamiają o swojej decyzji księcia Fryderyka Jagiellończyka biskupa krakowskiego, prosząc o jej zatwierdzenie.
- 1491–93 – Fryderyk Jagiellończyk kardynał i biskup krakowski na prośbę Mikołaja plebana Obu Słupi przenosi i łączy parafie Stara Słupia i Nowa Słupia, zastrzegając, że w niedzielę i święta solenne w kościele w Starej Słupi ma być celebrowana msza, jednak decyzja ta nie weszła w życie z powodu sprzeciwu parafian[74].

W końcu XV w. plebanem jest Marcin z Szydłowca OSB.

### Wiek XVI
- 1506 – Jan Konarski biskup krakowski inkorporuje do opactwa świętokrzyskiego parafię w Obu Słupiach przekształcając ją w prepozyturę klasztoru obsługiwaną przez zakonnika świętokrzyskiego, zastrzegając zarazem, że prepozyt ma stale utrzymywać duchownego świeckiego jako wikarego[76][77][78].
- 1529 – kościół w Nowej Słupi jest filialnym w stosunku do kościoła w Starej Słupi. Z pewnych ról miejskich dziesięcina snopowa wartości 2 grzywny należy do stołu opata, z pozostałych ról wartości 3 grz. oraz z niektórych ról folwarku opata [w N.S. i Starej S.?] dziesięcina snop. wartości 7 grz. co trzeci rok pobiera pleb. Starej S. Kolęda w Obu S., wartości 3 grzywny, należy do plebana i wikarych w Starej S.[10]
- 1546 – komendarzem jest Jan z Piórkowa[33].
- 1564 – pleban jest dalej plebanem Obu Słupi[79].
- 1564–65 – parafia Nowa Słupia, okręg parafialny Nowej Słupi:, Baszowice, Bielów, Budzyń, Cząstków, Jeleniów, Kunin, Łomno, Mirocice, Podleszany, Pokrzywianka, Skoszyn, Stara Słupia[80].
- 1578 – parafia Słupia miasto, okręg parafialny: Nowa Słupia, Baszowice, Kunin, Mirocice, Skoszyn, Wola Zerwikaptur obecnie Serwis[81].
- 1580 – komentarzem był szlachetny Krzysztof Maglowski, pisarz opata[82][83].
- 1593 – kardynał Jerzy Radziwiłł administrator biskupstwa krakowskiego i wizytator klasztoru Świętokrzyski poleca przenieść do kościoła pod Łysiec (ale czy to znaczy do Nowej Słupi nie jest to jednoznaczne) sakramentarium stojące dotąd w kościele klasztornym, jako odpowiednie do tego miejsca[84].
- 1597 – drewniany kościół św. Wawrzyńca, konsekrowany. Posiada 3 ołtarze, plebanem był ks. Świecki Stanisław Uszyński kanonik kielecki, wybudowany nowy dom plebana, wikarym był Krzysztof Maglowski komendarz.

Pleban utrzymuje wikarego, czyli komendarza, dając mu 12 grzywien, oraz rektora szkoły, dając mu 4 grzywny, a także kantora. Uposażenie parafii Nowa Słupia i Stara Słupia łączne, dziesięciny z ról miejskich Nowej Słupi i ze Starej Słupi na zmianę z opatem, pleban ma role w Starej Słupi. Okręg parafialny: Nowa Słupia, Baszowice, Bielów, Mirocice, Serwis, Wólka Milanowska.

### Wiek XVII
- 1610 – prepozyt szpitalny św. Michała w Nowej Słupi otrzymuje między innymi należące do stołu opata dziesięciny snopowe z Nowej Słupi i Starej Starej.
- 1615 – wikarym był Krzysztof[64].
- 1638 – plebanem u św. Michała był Bernard Błaszkiewicz OSB[86].
- 1655 – plebanem u św. Michała był Marcin Chabroz, wikarzy Marcin Barycki i Jakub Filakowski[87].
- 1655–56 – podczas najazdu Szwedów przy kościele św. Wawrzyńca w Nowej Słupi przebywał Marcin Kwiatkiewicz OSB, pisząc tu utwór „Laus vitae solitariae”[88] .
- 1666 – pożar miasta niszczy drewniany kościół w Nowej Słupi[47].
- 1669 – wikary był Grzegorz Kraśnicki[64].
- 1677 – Mikołaj Oborski sufragan krakowski konsekruje 4 ołtarze w kościele św. Wawrzyńca w Nowej Słupi: główny, NMP, św. Anny, św. Macieja[89][90].
- 1678 – ukończono budowę murowanego kościoła św. Wawrzyńca w Nowej Słupi, postawionego staraniem ówczesnego plebana Macieja Sekulskiego OSB[91][92][93].
- 1678 – Andrzej Trzebicki biskup krakowski na prośbę opata eryguje murowany kościół św. Wawrzyńca w Nowej Słupi oraz potwierdza wcielenie parafii w Obu Słupi do klasztoru i jej przekształcenie w prepozyturę zakonną[89][94].
- 1683–84 – plebanem był Maciej Sekulski OSB[95].
- 1684 – pleban „Obojej Słupi” Maciej Sekulski OSB skarży przed sądem miejskim w Nowej Słupi mieszczanina Grzegorza Flaka, ławnika, który, mimo osobnego dekretu, rozmawiał i gościł ekskomunikowanego szlachcica Sosnowskiego (ib. 161).
- 1688 – prepozytem został Maciej Sekulski OSB[96].
- 1689–1705 – prepozytem Obu Słupi został Jan Ostrowski OSB[97][98].

### Wiek XVIII
- 1711 – murowany kościół parafialny św. Wawrzyńca dotąd filialny kościoła w Starej Słupi. Konsekrowany w pierwszą niedzielę po Wniebowzięciu NMP zostaje połączony z kościołem w Starej Słupi i zamieniony na prepozyturę zakonną obejmującą oba kościoły. Od 1700 r. prepozytem jest Placyd Pawlikiewicz OSB, profes świętokrzyski, brak wikarych, ale w czasie świąt przybywają z pomocą mnisi wysłani z klasztoru.

Ze służby kościelnej jest organista i dzwonnik, są też dla nich i dla szkoły domki koło kościoła, ale bardzo zniszczone. Od około 50 lat istnieje bractwo św. Anny mające zapis 2000 florenów na wsi Włochy dokonany przez Mikołaja Niemojewskiego.
Okręg parafialny: Nowa Słupia, Bartoszów (obecnie Bartoszowiny), Baszowice, Bielów, Mirocice, Paprocice, Radoszów, Trocha, Vasko, Wólka (obecnie Wólka MIlanowska), Zoraz; do końca 1716 r. prepozytem był Marcin Kiciński OSB, dr teologii, sekretarz kongregacji, później prepozyt wąwolnicki.
- 1720 – mieszczanka Nowej Słupi zapisuje 2 place zwane Budki na bractwo Różańcowe, erygowane w 1732 r.[101]
- 1738 – murowany kościół parafialny św. Wawrzyńca i filialny kościoła w Starej Słupi, z nim połączony i zarządzany przez jednego prepozyta. Ma 4 ołtarze i piąty z obrazem NMP Sokalskiej od Jana Orłowskiego, z zapisem z tego roku 1000 florenów na Witosławicach w zamian za 1 mszę czytaną tyg.

Prepozyt Bernard Błaszkiewicz OSB od 1736 r., utrzymuje kantora i organistę, prowadzi księgi parafialne Nowa drewniany szkoła. Były 2 bractwa: św. Anny, bez erekcji (mimo że istnieje ok. 50 lat), które od 5 lat [?] ma zapis 2000 florenów. na wsi Włochy za 1 mszę we wtorki, i Różańcowe, zatwierdzone w 1732 r. przez SA, ale bez erekcji i introdukcji, jego promotorem jest prepozyt słupski, a opiera się o zapis testamentowy mieszczki słupskiej Konstancji Kwiatkowskiej z 1710 r. Uposażenie parafii spisał w 1684 r. prepozyt Maciej Sekulski OSB, wykorzystując inwentarz kościoła z 1659 r. Prepozyt ma dziesięciny z Wałsnowa, Skoszyna, Wilkocina, Kunina, Jeleniowa, Podleszan i Konczan [?].
- 1747 – murowany kościół parafialny św. Wawrzyńca, konsekrowany w 1677 r., jego erekcji dokonano za prepozyta Macieja Sekulskiego, uposażony w 1678 r. przez opata Mikołaja Goskiego, w tym roku inkorporowany do opactwa, które ma prawo patronatu należące do opata i konwentu. Odtąd obsługiwany przez zakonnika świętokrzyskiego.

Ołtarze: św. Wawrzyńca, NMP Sokalskiej, NMP Różańcowej, świętej Anny, świętego Macieja. Bractwo św. Anny, którego stare przywileje zaginęły, ale ze starego inwentarza wiadomo, że odnowił je pleban Maciej Sekulski, bractwo Różańcowe, zatwierdzone w 1732 r.
Prepozyt Jakub Mazurkiewicz OSB od 1745 r., wikarymi są mnisi z klasztoru Organista i kantor przebywają w Starej Słupi, rektor szkoły. Na uposażeniu prepozyta dziesięcina snopowa z ról mieszczańskich darowane przez opata Mikołaja Goskiego, na zmianę z prepozytem szpitalnym, role i łąki, wyliczone wyderkafy. W sumie dziesięcina wartości 90 florenów.
Okręg parafialny: Bartoszowiny, Baszowice, Bielów, Hucisko, Wólka MIlanowska, Mirocice, młyny: Bakiel, Ruś, Trocha, Wymysłów, Zagaje, a także wsie Serwis i Trzcianka, łącznie 670 dusz.
- 1750 – Michał Ignacy Kunicki sufragan krakowski konsekruje ołtarz główny NMP w kościele parafialnym w Nowej Słupi[90].
- 1780 – 2 kościoły, parafia św. Wawrzyńca i szpitalny, oba kollacji opata i konwentu Dziesięcina snopowa wytyczna od drogi do wsi Serwis do granic Wólki Milanowskiej z Podłaziem należy do prepozytury szpitalnej, z reszty gruntów pobiera pleb. Nowej Słupi Probostwo liczy 7 zabudowań (Inw.Słup. 5).
- 1782 – prepozytem był Michał Lochman OSB[104].
- 1785 – przypomniano prepozytowi obowiązek utrzymania przy kościele duchownego świeckiego jako wikarego, jednak prepozyt Michał Lochman OSB wystarał się o zawieszenie dekretu[78].
- 1787 – okręg parafialny: Nowa Słupia, Bartoszowiny, Baszowice, Bielów, Hucisko, Wólka MIlanowska, Mirocice, Paprocice, Serwis, Trzcianka, Wymysłów klasztor, Podklasztorze i inne chałupy, liczy 1178 mieszkańców, w tym 22 Żydów (Spis I 388–389; II 118).

### Wiek XIX
- 1800–32 – Weremund Molętowski OSB, ostatni pleban – prepozyt zakonny – zmarł w Nowej Słupi. W 1819 r. po supresji klasztoru, wziął na przechowanie i umieścił w kościele parafialnym w Nowej Słupi relikwiarz z Drzewem Krzyża Świętego, otrzymał też wówczas dla kościoła w Nowej Słupi 12 ornatów, 6 par dalmatyk, 2 pary kap, bieliznę i mniej kosztowne sprzęty oraz 2 kielichy ze skasowanego opactwa.

W zamian pleban Nowej Słupi miał odprawiać w każdą niedzielę nabożeństwo w kościele klasztor na Świętym Krzyżu. Od 1820 r. w klasztorze mieszkało 2 Benedyktynów pod zwierzchnictwem plebana Nowej Słupi.
- około roku 1807 – wikarym był Hugo Jopkiewicz OSB[107].
- 1819 – do plebana należy dziesięcina z pewnych ról w miasta Nowa Słupia[108].

## Kalendarium kościoła szpitalnego

### Wiek XVI
- 1596–1601 opat – Michał Maliszewski, wykonując zalecenie wizytacji Jerzego Radziwiłła z 1593 r., funduje i uposaża na przedmieściu Nowej Słupi pod Łyścem szpital i kościół św. Michała[109][110][111][112].

### Wiek XVII
- 1603 – w szpitalu w Nowej Słupi przebywa mnich świętokrzyski Wojciech Ruffin, pisząc kronikę klasztorną[113][114].
- 1610 – Bogusław Radoszewski opat oraz konwent świętokrzyski, wykonując postanowienia wizytacji przeprowadzonej w opactwie przez kardynała Jerzego Radziwiłła w dniu 7 IX 1593 r., kończą rozpoczętą przez poprzedniego opata, Michała Maliszewskiego, fundację prepozytury zakonnej przy szpitalu i kościele św. Michała Archanioła na przedmieściu Nowej Słupi pod Łysą Górą.

Prepozyt otrzymuje dom z placem i ogrodem k. kościoła św. Michała, niewielki obszar przyległy do granic wsi Baszowice, na którym wolno mu karczować zarośla, winnicę na przedmieściu Sandomierza, łąkę koło stawu zw. „Serwisz” przy drodze z Nowej Słupi do wsi Serwis, ½ łąki po obu stronach drogi w Wólce Milanowskiej aż do stodoły folwarcznej i znaków kamiennych, 18 gr czynszu z placu zw. „Dominikowska”, 1 grzywny od mieszczanina Nowej Słupi Fryderyka Mogileńskiego, pewną sumę na roli zw. „Walowskie”, czynsze ze Starej Słupi oraz od młynarzy Kuligowskiego i Idzikowskiego w Starej Słupi i młynarza Marzeckiego, płacone na św. Marcina [11 XI], a także dziesięcinę snopową od tych 3 młynów oraz z Nowej i Starej Słupi, która z dawna należała do stołu opata, wreszcie mlewo w młynach należących do opata i konwentu oraz prawo wyrębu w lasach klasztoru na własne potrzeby prepozyt i szpitala.
Prepozyt zobowiązany jest do opieki duszpasterskiej nad ubogimi ze szpitala, w niedziele i święta solenne ma z nimi odprawiać modlitwy, zaś w przyległym do szpitala kościele ś. Michała musi w każdą niedzielę celebrować mszę ku czci św. Trójcy z kolektą do Aniołów, w piątki mszę za fundatorów oraz braci zakonnych żywych i zmarłych. Ma co roku przekazywać na utrzymanie szpitala 12 kor. żyta, po 4 kor. jęczmienia i grochu, 1 kor. ryb. Opat jako fundator zastrzega dla siebie i następców pełne prawo patronatu i kollacji, w tym prawo prezentowania na godność prepozyta jednego spośród zakonników.
- 1611 – Piotr Tylicki biskup krakowski zatwierdza fundację i uposażenie prepozytury zakonnej przy już konsekrowanym drewnianym kościele św. Michała i szpitalu w Nowej Słupi Jej zwierzchnikiem ma być jeden spośród Bened. świętokrzyskich, koniecznie prezbiter, prezentowany przez opata, a instytuowany przez biskupa. Potwierdza jego uposażenie, zwłaszcza prawo wolnego mlewa w młynach klasztoru, oraz obowiązki. Wreszcie instytuuje, jako pierwszego prepozyta prezentowanego przez opata, przeora świętokrzyskiego Wojciecha Ruffina OSB (ib. 144, 147–148).
- 1633 – mieszczanin Nowej Słupi Stanisław Bak zapisuje 100 florenów na ubogich[116].
- 1650 – prepozytem został Jonatan Saganowski OSB[117].
- 1650 – prepozyt szpitalny ulokował sumę 800 zł, przeznaczoną na fundusze dla słabych i chorych zakonników świętokrzyskich, na wyderkaf na Gołoszycach Niższych, których dziedzic, Wojciech syn Tomasza Gąsowskiego, zobowiązał się płacić od niej 56 zł rocznie[116].
- 1653 – mieszczanin Nowej Słupi Klemens Wałowczyk zapisuje 100 florenów na lampę przed Najświętszym Sakramentem w kościele szpitalnym[116].
- 1657 – Samuel Młodnicki OSB został prepozytem szpitalnym i plebanem Wierzbnika[118].
- 1659 – A.R.D.M. Andrzej Kucharski profesor teologii Uniwersytetu Krakowskiego, kanonik świętego Floriana pod Krakowem, i jego brat Adam Kucharski, mgr artium, kanonik klimuntowski, zapisują szpitalowi i kościołowi ś. Michała Archanioła pewne role, place i łąki oraz mały staw rybny, położone koło Nowej Słupi, zobowiązują prepozyta do odprawiania za ich dusze 2 mszy miesięcznie i 1 mszy na anniwersarz w czerwcu[119][120].
- 1664 – biskup krakowski Maciejowski w dniu św. Trójcy nadaje wezwanie kościowi św. Michała[116].
- 1669 – Jerzy Jonston OSB – Anglo-Saxonus de Castro (cudzoziemiec, anglik z pochodzenia w roku 1703 przygotował profesjonalny katalog ksiąg benedyktynów świętokrzyskich)[121]jest prepozytem kościoła szpitalnego św. Michała i przeorem świętokrzyskim[122].
- 1677 – konsekracja 3 ołtarzy w kościele szpitalnym w Nowej Słupi: NMP i św. Michała, Anioła Stróża oraz św. Katarzyny[90].
- 1681 – suma 800 zł zapisana w 1650 r. na wyderkaf na Gołoszycach Niższych zostaje przeniesiona na wieś Garbacz[123].
- 1688–89 – prepozytem był Roman Krupski OSB[124][125].
- 1697–1705 – ponownie prepozytem jest Jerzy Jonston OSB, senior klasztoru świętokrzyskiego[126][98].

### Wiek XVIII
- 1711 – drewniany kościół św. Michała Archanioła, położony jest za miastem Nowa Słupia, u podnóża Łyśca. Prepozytem został Wawrzyniec Puskowski OSB instytuowany w 1709 r. Jest 4 ubogich w szpitalu dla ubogich, 3 ołtarze konsekrowane[127].
- 1722 – opat potwierdza dokument fundacyjny prepozytury św. Michała[128].
- około 1736 – prepozytem był Jacek Jabłoński OSB[129][130].
- 1738 – drewniany kościół św. Michała, ma 3 ołtarze: wielki, NMP i św. Jana Chrzciciela, przy nim drewniany szpital dla ubogich, od 2 lat prepozytem jest Augustyn Wrzeszkiewicz OSB[131].
- 1747 – drewniany kościół św. Michała, konsekrowany, ale nie wiadomo kiedy i przez kogo, erygowany przez opata Bogusława Radoszewskiego. Ołtarze św. Michała, NMP i św. Kazimierza.

Bractwo Aniołów Stróżów erygowane i wprowadzone zostaje do kościoła, kapelanem szpitala został Bernard Błaskiewicz OSB. W szpitalu 3 ubogich. Na uposażeniu dziesięciny z Nowej Słupi i Starej Starej pobierana na zmianę z prepozytem Nowej Słupi, wartości 600 florenów, dziesięciny z młynów Kuligowski, Idzikowski i Marzecki, rola w Baszowicach, czynsze wyderkafowe (ib. XXXVII 23–25, 287–300).
- 1763 – Józef Śmietanka z Olechowca zapisuje prepozyturze szpitalnej w Nowej Słupi 100 zł na połowie dóbr Szeligi i Bukówka[132].
- 1769 – Szymon Kanki zapisuje szpitalowi w Nowej Słupi 3000 zł na połowie dóbr Boksice i Sławęczyn[132].
- 1780 – dziesięcina z części ról pobierana jest przez prepozyta.
- 1780 – prepozytem był Karol Smoleński OSB (Inw. Bol. 20).
- 1780 – niwa prepozyta położona jest przy niwie folwarcznej w Starej Słupi, probostwo szpitalne liczy 7 zabudowań (Inw.Słup. 4–5).
- 1787 – rezygnacja prepozyta Karola Smoleńskiego OSB[133][134].
- 1787 – prepozytem zostaje Adrian Dębski OSB[135][136].
- 1793 – dzierżawcami prepozytury szpitalnej są Trzebińscy[137][138].

### Wiek XIX
- 1807–19 – funkcjonuje szkoła przy kościele św. Michała w Nowej Słupi, od 1815 r. podwydziałowa, utrzymywana przez opactwo świętokrzyskie.

Kierownikiem był prepozyt Nowej Słupi, Weremund Molętowski OSB, głównym nauczycielem Hugo Jopkiewicz OSB, wikary słupski, niektórych przedmiotów uczyli zakonnicy przybywający z klasztorze, w tym francuskiego i rysunków Francuz Mafran OSB, uciekinier przed Rewolucją Francuską.
Klasa początkowa mieściła się w lamusie prepozytury szpitalnej, klasy 1–3 w położonej naprzeciwko murowanej piętrowej oficynie. W 1815 r. liczyła 79 uczniów, posiadała 77 książek zakupionych z opłat szkolnych. W 1819 r. zredukowano ją do stopnia elementarnego.: Przy niej Weremund Molętowski, dobry pedagog, płynnie mówiący po francusku, utrzymywał konwikt dla synów i córek okolicznych ziemian. Te ostatnie często mieszkały w dworze dzierżawców prepozytury szpitalnej.
- 1819 – dochód z prepozytury posiadającej folwark z wsią Wymysłów i inne grunty oraz wyderkafy wynosił 542 zł rocznie, dochód z dziesięcin 250 zł, komendarzem był od 1809 r. opat świętokrzyski[139][140].

## Studenci Uniwersytetu Krakowskiego ze Słupi
Z pewnością był nim:
- w roku 1608 – Wojciech syn Stanisława „Slupensis ad Santa Crucis”[141].

Z powodu dużej liczby osad o nazwie Słup, Słupia, identyfikacja innych zapisów jest niepewna.
- 1414–15 – Maciej syn Stanisława „de Slupy”, Jan syn Jana „de Slup”[142].
- 1428 – Grzegorz syn Pawła „de Sluppy”[143].
- 1447 – Klemens syn Jana „de Slup”[144].
- 1452 – Jan syn Jana „alias Dlotho de Slup”[145].
- 1455 – Jan syn Świętosława „de Slup”[146].
- 1460–7 – Jan „de Slup”, bakałarz, następnie mgr sztuk[147].
- 1466 – Maciej syn Piotra „de Slupy”[148].
- 1470 – Maciej syn Piotra „de Slup”[149].
- 1488 – Jan „de Sluppy”, mgr i dziekan[150].
- 1500 – Jan syn Jakuba „de Slapy”[151].
- 1501 – Stanisław syn Wojciecha „de Slupy”[152].
- 1502 – Stanisław „de Slup”, brat Macieja Maciejowskiego, służącego magistra Piotra Złotnika zwanego Lubart[153].
- 1505 – Jan „de Slupya”, bakałarz sztuk[154].
- 1507 – Szymon syn Jana „de Slupya”[155]. (wpisy z dopiskiem „w diecezji krakowskiej”).
- 1521 – Mikołaj syn Jana „de Slupya”[156].
- 1552 – Maciej syn Macieja „a Slupya”[157].
- 1568 – Gabriel syn Jakuba „de Slupia”[158].
- 1573 – Piotr syn Stanisława „Dloto de Slvpia”[159].
- 1575 – Stanisław syn Jakuba Słupskiego[160].
- 1590 – Stanisław syn Macieja Opali „de Slupia”[161].
- 1614 – Walerian syn Marcina Słupskiego[162].

## Inne osoby ze Słupi Nowej, Starej
- 1391 – Paweł syn śp. Idziego ze Słupi[163].
- 1415–19 – Klemens „de Słupia”, kopista, duchowny, może Benedyktyn sieciechowski[164] ur. 1440, zm. 30 V po 1497 r., Andrzej z Nowej Słupi, profes świętokrzyski, podprzeor i przeor, wikary lub prepozyt wąwolnicki, pleban Obu Słupi, kopista[165][166] (Zbiory 324–325, 383, 386).
- 1452 – Klemens konwers świętokrzyski przebywa w Nowej Słupi[21].
- 1459 – Jan syn Szymona, prezbiter „de Slupy”, obecny w orszaku opata świętokrzyskiego[167].
- 1460–1463 – Maciej Paris ze S. [N.?], prezbiter, notariusz publiczny, kopista na usługach klasztoru świętokrzyskiego[168].
- 1473 – Marcin Schowa (być może Sowa) z Nowej Słupi, kopista klasztoru[1](Zbiory 387).
- 1478 – XV/XVI w. Stanisław ze Słupi[169].
- 1523 potem 1529, 1540 Stanisław ze Słupi, mgr artium, kanonik opatowski, pleban Modliborzyc z prezenty opata świętokrzyskiego.
- 1552 – Stanisław z Nowej Słupi przebywa w Bodzentynie[170].
- 1555 – Grzegorz ze Słupi, Benedyktyn świętokrzyski[171].

## Wydarzenia obyczajowe, losowe, wojny
- 1452 – w oktawę Bożego Ciała [15 VI] burza z piorunami nad Nowej Słupi, piorun poraził kowala[21].

około 1454 – żmija ukąsiła pozostawionego w rzepie synka Stefana, mieszczanina Nowej Słupi.
- 1455 – wskrzeszenie dziecka mieszczki S. [N.] mocą relikwii świętokrzyskiej[173].
- 1456 – mieszczanin z Nowej Słupi, rąbiąc drwa, uderzył się w nogę, jego brat służący przy kościele w Nowej Słupi, sprzedający świece pielgrzymom, ofiarowuje w jego intencji 3 świece relikwii św. Krzyża[174].
- 1657 – wojska Rakoczego plądrują miasto Nową Słupię[47].
- 1666 – pożar miasta i kościoła[47].

## Jagiellonowie w Nowej Słupi i Świętym Krzyżu
- Władysław Jagiełło 1394 (22 I) „m Sluppi in nocturno I fert.”[175].
  - W roku 1410 – król przybył do Słupi i tam zatrzymał się dwa dni, w czasie których pieszo piął się w górę o świcie do klasztoru św. Krzyża na Łysej Górze i przez cały dzień na klęczkach odprawiał modły i rozdawał jałmużnę, powierzając siebie i swoją sprawę opiece Boskiej i św. Krzyża. I nie wracał z modłów i klasztoru na posiłek wcześniej jak o zmierzchu, utrudzony całodziennym postem i modlitwą […] wyjechawszy […] (19 VI) z klasztoru św. Krzyża na Łysej Górze przybył do Bodzentyna[176][177].
  - 1422 – (26 X) król w trakcie pobytu wystawia w Nowej Słupi dokument dla Piotra Szafrańca[178]. Król „klasztor św. Krzyża na Łysej Górze nie odwiedzał inaczej, tylko pieszo”. Musiał zatem odwiedzać Nowej Słupi zawsze, gdy tylko przybywał do opactwa, tędy bowiem prowadziła jedyna dostępna droga na szczyt – odwiedziny zestawił A. Gąsiorowski[179].
- Kazimierz Jagiellończyk po raz pierwszy w 1468 (4 XII).
  - 1477 – (4 XII) król podczas pobytu w Nowej Słupi daje 1 gr ofiary scholarzom[175].
  - 1487 – (6 II) zapis na rzecz Mikołaja Kijańskiego[180]. Poza tym król musiał przejeżdżać przez Nową Słupię gdy odwiedzał klasztor w l. 1448, 1451, 1460, 1468, 1470, 1473, 1476, 1477, 1479[181][182].
- Jan Olbracht – 1494 (8 IX) król pieszo przybył z miasteczka Nowa Słupia do klasztoru, do sanktuarium Świętego Krzyża, i własnoręcznie potwierdził przywilej klasztoru[183][184][185].
- Aleksander Jagiellończyk – 1505 (17 VI) wystawia w Nowej Słupi dokument – Akta Litewsko-ruskogo gosudarstwa I, Moskwa 1899 89.
- Zygmunt Stary – 1517 (28 XII), 1526 (27 IX), 1533 (14 VI), 1535 (7–8 X), 1540 (29 IV), 1544 (3 I)[186][187]. „Pewnego razu Janusz Grzymułtowski mąż sławny, siły wielkiej, króla Zygmunta prowadząc na Łysą górę do sanktuarium św. Krzyża, chcąc się królowi przysłużyć, sobie nie folgując, barzo siebie prawie uczynił, potem zaniemógł i umarł”[188].
- Zygmunt August – 1551 (29–30 V), 1553 (24 I), 1559 (18 VI)[189].

## Kopiarz, księgi miejskie
- 1527 – Jakub syn Piotra z Sandomierza, zwanego Kubalec, na prośbę mieszczan miasta opackiego Nowa Słupia i za zgodą Jakuba z Krakowa bakałarza artium, opata świętokrzyskiego, sporządza kopie 9 przywilejów władców wydanych dla klasztoru świętokrzyskiego, a obejmujących także Nową Słupię, przechowywanych w skarbcu klasztoru, które poprzedza dokument opata zezwalający na dokonanie tej czynności[190].
- 1418 – księga wójtowska Nowej Słupi, niepaginowana złożona w Archiwum Diecezji Sandomierskiej, rps 1[191].
- akta wójtowskie z lat 1431–1620, 1539–1574, 1574–1608, 1623–1644, 1661–1671, 1681–1683, akta radzieckie z lat 1600–1635, 1662–1786, rejestry podatkowe z lat 1527–1576 oraz „Protocollum seu regestrum causarum coram iudicio advocatiali et consulari” z lat 1684–1696, zachowane w Archiwum Diecezjalnym w Sandomierzu, sygn. 1–10[192][193] rejestr złoczyńców z 1561 r.[194]

## Badania archeologiczne
Podczas badań archeologicznych prowadzonych na szeroką skalę w (Nowej Słupi i okolicy Gór Świętokrzyskich), począwszy od lat 50 ubiegłego wieku, przez Kazimierza Bielenina i innych badaczy odkryto i zinwentaryzowano 75 stacji żużla skupionych głównie u wschodniego podnóża Łyśca, datowany na środkowy i późny okres wpływów rzymskich.
- Nową Słupi stacja 3, osada hutnicza położona w południowo-wschodniej części Nowej Słupi, na stoku łagodnego wzniesienia nad doliną strumienia, datowana na środkowy i późny okres wpływów rzymskich[198][199].
- 1846 – znaleziono urny grzebalne koło kościoła parafialnego w Nowej Słupi[200] na terenie plebanii natrafiono na monety rzymskie: denar Wespazjana z lat 77–78 n.e, sestercja Hadriana z lat 117–138, 2 medale brązowe Galienusa/Saloninusa z lat 255–259, zaś w okolicy Nowej Słupi znaleziono monetę brązową Nerona z lat 67–68[201].
- Nową Słupi stacja 8, osada otwarta położona u wschodniego podnóża Łyśca ponad źródłem Słupianki, nawarstwiająca się na stanowiska hutnicze Nowej Słupi stanowiska 5, 6, chata półziemiankowa 4×5 m z paleniskiem kamiennym, jama o średnicy 1,8 m datowana na VIII-X w.[202][203][204] lub przełom V i VII w. poł. VIII wieku[205].
- W 1973 – r. na podstawie badań terenu i okolicy kościoła św. Michała i połączonego z nim domu opatów [szpitala?], czyli zachodniej części Nowej Słupi, stwierdzono, że obszar ten użytkowany był od X do XVI/XVII w., a murowane budowle powstały dopiero w XVIII w.[206]

## Posągi – rzeźby kamienne na terenie Nowej Słupi
- Tak zwany święty Emeryk, nazywany też św. Benedyktem, św. Onufrym lub Pielgrzymem, stoi u zachodniego podnóża Łyśca, przy drodze z Nowej Słupi na szczyt do opactwa, w źródłach pisanych wspominany od XVIII w.[207][208]
- Postać kobiety, zwanej czasami żoną świętego Emeryka, stoi na cmentarzu przy kościele parafialnym w Nowej Słupi, rzeźba niegdyś leżąca, nagrobkowa. Posągi te, często opisywane jako „starożytne”, a nawet celtyckie, mają metrykę nowożytną, zapewne XVII-XVIII-wieczną, a kobiety – prawdopodobnie XIX w. Wokół nich, szczególnie pierwszego, krąży bardzo dużo legend i podań[209][210].